# 1992 OP7
1992 OP7 är en asteroid i huvudbältet som upptäcktes den 20 juli 1992 av den belgiske astronomen Henri Debehogne och den spanske astronomen Álvaro López-García vid La Silla-observatoriet.
Den har den diameter på ungefär 15 kilometer och den tillhör asteroidgruppen Eos.